# Саганов, Владимир Бизьяевич
Влади́мир Бизья́евич Сага́нов (1936—1999) (бур. Бизьяин Владимир) — советский партийный и государственный деятель, Председатель Совета Министров Бурятской АССР (1977—1987), Председатель Совета Министров Республики Бурятия (1990—1994), депутат Верховного Совета РСФСР 10-го и 11-го созывов , Чрезвычайный и Полномочный Посланник СССР. Заслуженный экономист Российской Федерации (1996).

## Биография
Владимир Саганов родился 7 марта 1936 года в семье чабана Бизьи Саганова. Место рождения — улус Харбяты, Тункинского аймака, Бурят-Монгольская АССР.
Когда началась Великая Отечественная война, его отец ушел на фронт и воевал под Сталинградом. Владимир помогал своей матери ухаживать за колхозным скотом на отдалённой ферме в местности Хал. В 1954 году заканчивает с отличием Кыренскую среднюю школу и в течение года работает инструктором Тункинского райкома ВЛКСМ. Затем поступает в Бурятский зооветеринарный институт. Уже в то время у Владимира Саганова чётко прослеживается качество формирующегося вожака: за ним наблюдается умение увлечь за собой студенческую молодёжь на интересные дела. И, как результат, его на старших курсах избирают освобожденным секретарём комитета ВЛКСМ института.
Кроме учёбы и комсомольских дел, Владимир, как и в школе, увлекается гиревым спортом. Увлечение спортивными занятиями он пронесёт через всю жизнь. Здесь же, в институте он знакомится с будущей женой, Зоей Амалановой, которая тогда была комсоргом ветеринарного факультета. Институт Саганов заканчивает с красным дипломом и некоторое время работает ассистентом на профилирующей кафедре фармакологии этого института. После этого он добивается перевода в свой родной Тункинский район и становится заведующим молочно-товарной фермой у себя на малой родине в Харбятах.
Его успешная работа не остаётся не замеченной и его выдвигают на ответственные должности: главный ветеринарный врач, затем — директор совхоза «Саянский». В 1967 году ему присваивается звание «Заслуженный ветеринарный врач Бурятской АССР» . В том же году он избирается председателем исполкома Тункинского районного Совета депутатов трудящихся. С этого момента начинается его политическая карьера.
В 1969 году первый секретарь обкома КПСС Андрей Урупхеевич Модогоев, видя в Саганове молодого перспективного руководителя, назначает его на должность заместителя министра сельского хозяйства Бурятской АССР, а через год с лишним — министром сельского хозяйства республики. На этом посту Саганов, в частности, внедрил в практику арендные отношения. Это не замедлило сказаться на повышении производства сельхозпродукции, так как колхозники были материально заинтересованы в этом.
В 1972 году Владимира Саганова назначают первым заместителем Председателя Совета Министров Бурятской АССР. В 1974 году по решению обкома партии он направляется на учёбу в аспирантуру кафедры политэкономии Академии общественных наук при ЦК КПСС.
За полгода до окончания аспирантуры, в марте 1977 года, обком КПСС отзывает его с учёбы в Академии, и Указом Президиума Верховного Совета Бурятской АССР от 9 марта 1977 года он назначается Председателем Совета Министров Бурятской АССР. Учебу в АОН Саганов завершил уже заочно. После этого он успешно защитил кандидатскую диссертацию и ему была присвоена учёная степень кандидата экономических наук.

## Во главе правительства
Став председателем Совмина республики, Саганов изменил стиль и методы деятельности правительства. Повысилась дисциплина и работоспособность самого Совета Министров. Теперь заседания стали содержательно углублёнными, более предметными и подготовленными, а решения Совмина — более конкретными и деловыми, с обязательным указанием сроков исполнения.
Все правительственные вопросы заранее рассматривались, предварительно апробировались у курирующих заместителей Председателя правительства. На уровень главы правительства выносились лишь наиболее сложные, спорные вопросы. Это резко сократило время рассмотрения того или иного вопроса на заседаниях Совета Министров. Все это способствовало повышению авторитета и значимости деятельности правительства республики.
При Саганове в Бурятии были введены в строй домостроительный комбинат, кирпичные заводы, предприятия ЖБК, созданы главк «Главбурятстрой», проектные институты «Бурятгражданпроект», «Забайкалпромстройпроект», «Бурятагропроект». Построены гостиница «Бурятия», железнодорожная больница, БСМП, новое здание аэропорта. Резко выросли объёмы жилищного и социального строительства.
Активно развивались культура и спорт в республике. Например, при его активном содействии было построено новое здание Бурятского драматического театра имени X. Намсараева. По инициативе Саганова в зоне строительства БАМа было организовано несколько совхозов, что позволило улучшить снабжение продовольствием строителей этой магистрали.

## Дипломат
В июне 1987 года карьера Владимира Саганова вновь круто меняется: по рекомендации МИД СССР его назначают на должность советника-посланника в Посольстве СССР в КНДР. В компетенцию Саганова входила координация деятельности всех советских организаций, занимающихся торгово-экономическими и научно-техническими вопросами в данной стране, а также работы советских специалистов по оказанию технической помощи. В то время в КНДР работало около 300 таких специалистов. Дипломатическая работа Саганова получила высокую оценку в МИД СССР, а также со стороны ЦК Трудовой партии и правительства КНДР.

## Возвращение в политику
В 1990 году по просьбе ветеранов партии и общественности Бурятии Владимир Саганов покидает дипломатическую работу и возвращается в республику. 6 апреля 1990 года на альтернативных выборах первого секретаря обкома КПСС он проигрывает Леониду Потапову. В апреле того же года на заседании сессии Верховного Совета Бурятии, также на альтернативных выборах, Саганов избирается главой правительства. Его второе пришествие в руководство правительством пришлось на трудные времена начала 1990-х годов. Распался СССР, в России разразился экономический кризис, гиперинфляция, люди выходили на протестные митинги и демонстрации.
По его инициативе в 1992 году республику посетил президент России Борис Ельцин. В результате было заключено соглашение по экономическим вопросам сроком на 5 лет между Правительством РФ и Советом Министров Бурятии. в котором были предусмотрены меры, в частности, по конверсии, по преодолению социально-экономического отставания республики, учитывались затраты на экологию.
В июле 1994 года в Бурятии впервые проходят президентские выборы на альтернативной основе. Первым Президентом республики был избран Леонид Потапов. Правительство во главе с Сагановым уходит в отставку.
Однако Владимир Бизьяевич не уходит из политики. Избирается депутатом Народного Хурала Республики Бурятии, где работает на постах заместителя, затем председателя Комитета Народного Хурала по бюджету, налогам, финансам и банкам. В 1998 году участвует в президентских выборах республики.
Ушёл из жизни после тяжелой болезни в сентябре 1999 года.

## Память
- Именем В. Саганова названа улица в 129 квартале Улан-Удэ
- На малой родине Саганова, в Тункинском районе в селе Харбяты школа в которой он учился названа в его честь,и при ней открыт музей краеведческий имени В.Б. Саганова
- 10 марта 2016 года в Улан-Удэ состоялось торжественное открытие памятника В. Саганову[4].